# Coibataggstjärt
Coibataggstjärt (Cranioleuca dissita) är en fågel i familjen ugnfåglar inom ordningen tättingar.

## Utbredning och systematik
Arten förekommer enbart på ön Coiba utanför Panama. Tidigare behandlades den som underart till rostryggig taggstjärt (Cranioleuca vulpina) och vissa gör det fortfarande.

## Status
IUCN kategoriserar den som livskraftig.